# Carole Kaboud Mebam
Carole Madeleine Kaboud Mebam (sinh ngày 17 tháng 9 năm 1978) là một vận động viên người Cameroon, chuyên vượt rào 100 và 400 mét.

## Thành tựu
| Năm                   | Giải đấu                | Địa điểm                   | Thứ hạng              | Nội dung              | Chú thích             |
| Representing Cameroon | Representing Cameroon   | Representing Cameroon      | Representing Cameroon | Representing Cameroon | Representing Cameroon |
| --------------------- | ----------------------- | -------------------------- | --------------------- | --------------------- | --------------------- |
| 2001                  | Jeux de la Francophonie | Ottawa, Canada             | 10th (h)              | 400 m hrd             | 61.11                 |
| 2001                  | Universiade             | Beijing, China             | 8th (qf)              | 200 m                 | 24.91                 |
| 2001                  | Universiade             | Beijing, China             | 6th (h)               | 400 m                 | 54.71                 |
| 2002                  | Commonwealth Games      | Manchester, United Kingdom | 12th (h)              | 400 m hrd             | 59.30                 |
| 2002                  | Commonwealth Games      | Manchester, United Kingdom | 6th                   | 4 × 100 m relay       | 3:32.74               |
| 2002                  | African Championships   | Radès, Tunisia             | 2nd                   | 400 m hrd             | 58.11                 |
| 2002                  | African Championships   | Radès, Tunisia             | 1st                   | 4 × 400 m relay       | 3:35.33               |
| 2003                  | World Championships     | Paris, France              | 7th                   | 4 × 400 m relay       | 3:27.08 (NR)          |
| 2003                  | All-Africa Games        | Abuja, Nigeria             | 6th (h)               | 100 m hrd             | 14.00                 |
| 2003                  | All-Africa Games        | Abuja, Nigeria             | 3rd                   | 400 m hrd             | 58.28                 |
| 2003                  | Afro-Asian Games        | Hyderabad, India           | 6th                   | 400 m hrd             | 58.47                 |
| 2004                  | African Championships   | Brazzaville, Congo         | 2nd                   | 100 m hrd             | 14.07                 |
| 2004                  | African Championships   | Brazzaville, Congo         | 5th                   | 400 m hrd             | 58.38                 |
| 2004                  | African Championships   | Brazzaville, Congo         | 3rd                   | 4 × 400 m relay       | 3:30.77               |
| 2004                  | Olympic Games           | Athens, Greece             | 14th (h)              | 4 × 400 m relay       | 3:29.93               |
| 2005                  | Jeux de la Francophonie | Niamey, Niger              | 2nd                   | 100 m hrd             | 13.58                 |
| 2005                  | Jeux de la Francophonie | Niamey, Niger              | 5th                   | 4 × 100 m relay       | 46.72                 |
| 2005                  | Jeux de la Francophonie | Niamey, Niger              | 4th                   | 4 × 400 m relay       | 3:46.38               |
| 2006                  | Commonwealth Games      | Melbourne                  | 11th (h)              | 100 m hrd             | 13.82                 |
| 2006                  | Commonwealth Games      | Melbourne                  | 10th (h)              | 400 m hrd             | 58.04                 |
| 2006                  | African Championships   | Bambous, Mauritius         | 2nd                   | 100 m hrd             | 13.85                 |
| 2006                  | African Championships   | Bambous, Mauritius         | 7th                   | 400 m hrd             | 58.46                 |
| 2006                  | African Championships   | Bambous, Mauritius         | 3rd                   | 4 × 100 m relay       | 46.43                 |
| 2008                  | African Championships   | Addis Ababa, Ethiopia      | 3rd                   | 100 m hrd             | 13.52                 |
| 2008                  | African Championships   | Addis Ababa, Ethiopia      | 5th                   | 400 m hrd             | 57.47                 |
| 2008                  | Olympic Games           | Beijing, China             | 24th (h)              | 400 m hrd             | 57.81                 |
| 2009                  | World Championships     | Berlin, Germany            | 30th (h)              | 400 m hrd             | 58.10                 |
| 2009                  | Jeux de la Francophonie | Beirut, Lebanon            | 5th                   | 100 m hrd             | 13.55                 |
| 2009                  | Jeux de la Francophonie | Beirut, Lebanon            | 3rd                   | 400 m hrd             | 58.85                 |
| 2009                  | Jeux de la Francophonie | Beirut, Lebanon            | 3rd                   | 4 × 100 m relay       | 46.24                 |
| 2010                  | African Championships   | Nairobi, Kenya             | 5th                   | 100 m hrd             | 14.16                 |
| 2010                  | African Championships   | Nairobi, Kenya             | 8th                   | 400 m hrd             | 58.05                 |
| 2010                  | African Championships   | Nairobi, Kenya             | 2nd                   | 4 × 100 m relay       | 44.90                 |
| 2010                  | Commonwealth Games      | Delhi, India               | 5th                   | 400 m hrd             | 57.61                 |

### Thành tích cá nhân tốt nhất
- Vượt rào 100 mét - 13,71 giây (2008)
- Vượt rào 400 mét - 56,90 giây (2008) - kỷ lục quốc gia [2]

Cô cũng giữ kỷ lục quốc gia trong cuộc tiếp sức 4 × 400 mét với tỷ lệ 3: 27,08 phút, cùng với các đồng đội Mirelle Nguimgo, Delphine Atangana và Hortense Béwouda vào tháng 8/2003 tại Paris.